# Pépita
Pour les articles homonymes, voir Pepita (homonymie).
Pépita, de son vrai nom est Bernadette Grimont,, est une animatrice de télévision française, notamment des jeux Pyramide et Qui est qui ?, tous deux diffusés sur France 2 dans les années 1990 et 2000.

## Biographie

### Parcours
Pépita travaille dans le secteur de l'événementiel, avant d'être repérée sur son lieu de travail par un membre de la société de production Ellipse pour devenir « hôtesse » dans le jeu Pyramide sur France 2.

### Télévision (années 1990 et 2000)
À partir de 1993, Pépita assiste l'animateur Patrice Laffont dans l'émission Pyramide et apporte la boîte du jeu aux candidats. Remarquée et appréciée des téléspectateurs, son rôle dans l'émission devient prééminent au fur et à mesure des années. Elle y est présente jusqu'à l'arrêt du jeu le 5 juillet 2003.
Sur la même chaîne, elle coanime le jeu Qui est qui ? de janvier 1996 à juin 2002 aux côtés de Marie-Ange Nardi — ancienne « maître-mot » de Pyramide — et du comédien Guy Lecluyse. Elle participe notamment à la mise en scène des candidats.
À la fin des années 1990, elle devient chroniqueuse dans des émissions de divertissement en prime time de Patrick Sébastien lors de l'arrivée de l'animateur sur France 2 (Étonnant et drôle, Fiesta). Elle est un temps sociétaire du jeu Le Kadox sur France 3 présenté par Alexandre Debanne. Par ailleurs, elle présente avec Thierry Beccaro quelques tirages du Super Loto de la Française des jeux.
Le 3 janvier 1998, elle participe au jeu Fort Boyard dans un « spécial Nouvel An ». Elle joue aux côtés de Djamel Bouras (capitaine de l'équipe), Christophe Bourseiller, Gérard Vives, Mansour Bahrami et Stéphanie Laurendeau pour l'association « Arbalète ».
De 2000 à 2001, elle présente Légal, pas légal sur La Cinquième, un jeu hebdomadaire qui s'articule autour de connaissances juridiques.

### Depuis 2003
Elle décide de quitter le milieu médiatique au cours des années 2000. Après plusieurs années d'absence, Pépita est invitée en 2007 dans l'émission Toute une histoire présentée par Jean-Luc Delarue sur France 2. Elle apparaît dans le film franco-belgo-espagnol  J'ai oublié de te dire... tourné en 2008 et sorti en 2010. Le 14 juin 2013 elle participe à un numéro de Touche pas à mon poste ! consacré aux années 1990 et diffusé en première partie de soirée sur D8.
Après sa carrière à la télévision, Pépita devient par la suite barmaid dans des établissements parisiens, puis se redirige vers le secteur événementiel.
En mars 2021, au cours de l'émission Canap 95, diffusée sur TMC et présentée par Étienne Carbonnier, des séquences issues du jeu Pyramide sont rediffusées. Ces extraits font polémique, car on y voit Pépita subir des réflexions jugées racistes et sexistes, notamment de la part de Patrice Laffont, Laurent Broomhead et Nathalie Bardin. Invitée à réagir, Pépita réfute totalement ces accusations et dénonce le montage de l'émission, affirmant être à l'origine de la plupart des séquences diffusées, qui ont donc été coupées. S'estimant « salie », elle conclut en ces mots : « S’il y a un endroit où je n’ai jamais vécu le manque de respect, la misogynie ou le racisme, c’est sur le plateau de Pyramide »,,.

## Synthèse des émissions
- 1993-2003 : Pyramide sur France 2 : hôtesse
- 1996-2002 : Qui est qui ? sur France 2 : coanimatrice
- 1996-1997 : Étonnant et drôle sur France 2 : chroniqueuse
- 1997 : Fiesta sur France 2 : chroniqueuse
- 1998 : Fort Boyard sur France 2 : participante
- 1998 : Le Kadox sur France 3 : sociétaire
- 1999 : Super Loto sur France 2 : coanimatrice avec Thierry Beccaro
- 2000-2001 : Légal, pas légal ? sur La Cinquième : animatrice.

## Filmographie
- 2000 : Un gars, une fille (série télévisée d'Isabelle Camus, épisode Avec des gars et des filles)[réf. nécessaire].
- 2009 : J'ai oublié de te dire... (film de Laurent Vinas-Raymond).